# جارفيس غرين
جارفيس غرين (بالإنجليزية: Jarvis Green)‏ هو لاعب كرة قدم أمريكية أمريكي، ولد في 12 يناير 1979 في ثيبودوكس في الولايات المتحدة.

## وصلات خارجية
- جارفيس غرين على موقع مرجع كرة القدم المحترفة.كوم (الإنجليزية)